# Antonio Fineschi da Radda
Antonio Fineschi da Radda (26 maggio 1634 – Firenze, 10 gennaio 1698) è stato un poeta e drammaturgo italiano.

## Biografia

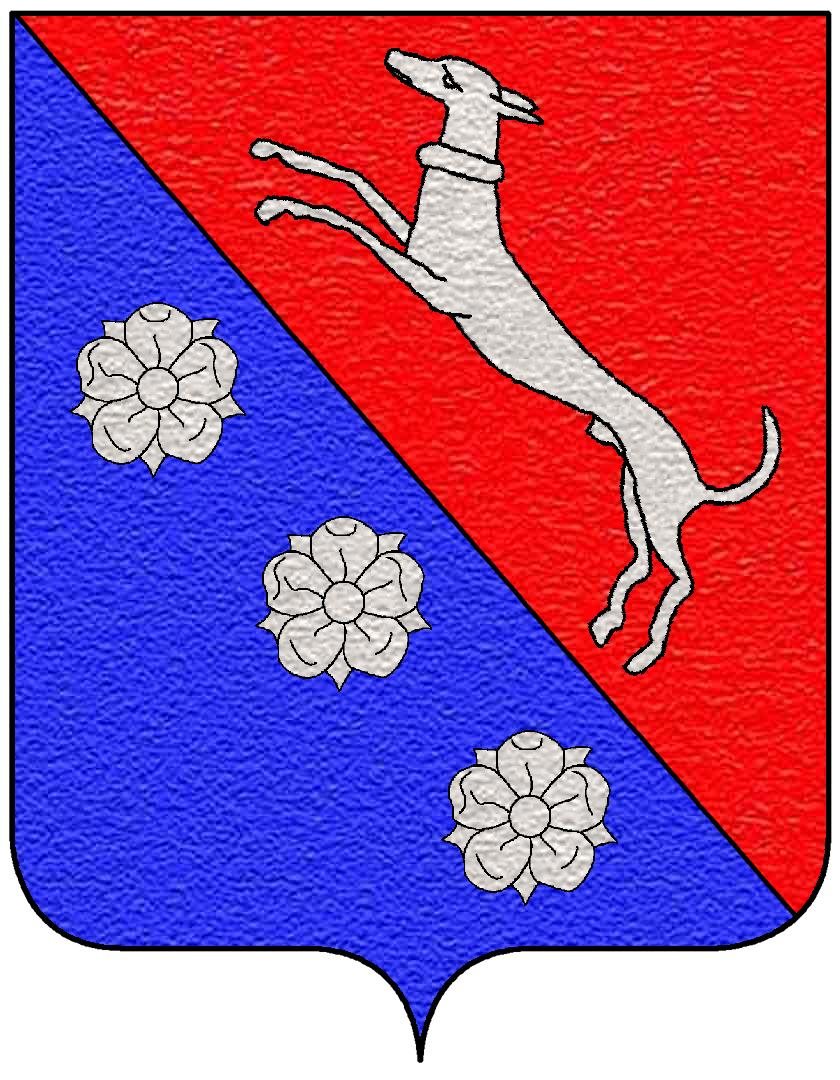
Stemma Fineschi da Radda

Nobile fiorentino, di famiglia proveniente da Radda in Chianti, figlio di Tiberio e di Maddalena di Paolo Mazzini, fu poeta e drammaturgo insigne, cultore del teatro spagnolo a Firenze.
Membro dell'Accademia degli Imperfetti e della Confraternita dell'Arcangelo Raffaello, fu autore di commedie quali, Amore difende l'Innocenza (1680) e 
Amor non vuol vendetta (1690). Qui un passo di quest'ultimo:
- Moralba, Armillo, e detti -

Mor. Che risolvete?

Oron. )  Morire.

Stel. )

Mor. Armillo, comanda che di mio ordine s’eseguisca la morte di Stella.

Oron. E infrattanto termino la vita di Oronte.  Vuol ferirsi, e Moralba lo tiene.

Mor. Oh Dio! Ferma Oronte, Armillo.  Armillo si ferma.

Stel. Dammi quel ferro, ò caro.

Oron. Mira prima la mia morte.  Vuol ferirsi, e Stella lo tiene.

Stel. Lascia almeno, che io ti preceda nel morire.

Oron. Nò, lasciami Stella, che già hò risoluto.  Esce dalle mani di Stella.

Mor. Ferma dico.

Oron. Mira quello, che stimo la vita di Stella.  Lo tengono tutte due.

Stel. Prencipessa, non lo lasciate uccidere.

Mor. Stella, non permettete la sua morte.

Oron. È vano ogni sforzo, che già hò risoluto di uccidermi.

Stel. Vivi Oronte, che Stella viverà felice.

Mor. Vivi ò Generale, ch’io non sentenzio più Stella.

Oron. Per poi più incrudelir nella sua vita.

Mor. Non sò mentire.

Oron. Così mi prometti?

Mor. Così ti giuro.

Oron. Sospendo per hora il morire. Parte.

Stel. Torno a provare mille affanni.

Mor. Così mi è forza il soffrire, PERCHÉ

AMOR NON VUOL VENDETTA.»
Di suoi oratori musicali, si ricordano Gerusalemme distrutta da Tito, Oratorio da cantarsi nella Venerabile Compagnia dell'Arcangelo Raffaello, detta la Scala, con Musica del Padre Maestro Lorenzo Cattani Agostiniano (1691) e Le nozze di Tobia (...) Musica del Sig. Gio. Bonaventura Viviani Nobile del Sac. Rom. Imp. (1692). Come molti poeti della sua epoca, si espresse anche nella poesia satirica, si ricorda per esempio un capitolo burlesco, dal titolo, Firenze corrotta,  in vilipendio di coloro che vanno in chiesa e si battono il petto e fanno i colli torti e i baciapile, mentre sono lordi di vizi. Fu amico di Pietro Susini, che poco prima di morire, gli dedicò una composizione poetica dal titolo, La campana battezzata. Fra le opere drammatiche si ricorda il Don Gile.
Il poeta fiorentino Giovan Battista Fagiuoli, nella sua opera Rime piacevoli, gli dedicò il XIII capitolo: All'Illustrissimo Signore ANTONIO FINESCHI DA RADDA Nobile Fiorentino, Poeta e Comico Peritissimo. In Lode del Vento. Capitolo XIII (1734).
Padre Giulio Negri, della Compagnia di Gesù, nel suo, Istoria degli Scrittori Fiorentini (1722), così lo descrive: Era de’ Nobilissimi antichi Signori di Radda, il nostro Antonio; e sposando con bella lega al chiarore del sangue lo splendore delle dottrine; riluceva a’ suoi tempi tra i primi Cittadini della Patria Firenze. Coltivò le Muse, e con amenissimo stile obbligolle à causare Sagri Argomenti.
Morì al principio del 1698 e fu sepolto il 13 gennaio nella Basilica di Santa Maria Novella.